# Isaak August Dorner
Izaak August Dorner (ur. 20 czerwca 1809 w Neuhausen ob Eck, zm. 8 lipca 1884 w Wiesbaden) − niemiecki teolog protestancki, przedstawiciel teologii pojednawczej, profesor w Kilonii (1839), Królewcu (1843), Bonn, Getyndze (1853) i Berlinie, autor szeregu prac z zakresu teologii.